# Parodomyiops thelairodops
Parodomyiops thelairodops är en tvåvingeart som beskrevs av Townsend 1935. Parodomyiops thelairodops ingår i släktet Parodomyiops och familjen parasitflugor.
Artens utbredningsområde är Guyana. Inga underarter finns listade i Catalogue of Life.